# 龙门镇 (绵阳市)
龙门镇，是中华人民共和国四川省绵阳市涪城区曾经下辖的一个镇。2019年12月，撤销龙门镇，将其所属行政区域划归青义镇管辖。

## 行政区划
龙门镇撤销前下辖以下地区：
场镇社区、迴龙社区、小桥村、黄木村、尖峰村、九龙村、九岭村、青霞村、香社村和中脊村。